# Pseudocopris tubericollis
Pseudocopris tubericollis är en skalbaggsart som beskrevs av Felsche 1910. Pseudocopris tubericollis ingår i släktet Pseudocopris och familjen bladhorningar. Inga underarter finns listade i Catalogue of Life.